# Кольо Тенев
Кольо Тенев Динев (Равашолата) деец на БРП (к) и участник в Съпротивителното движение в България по време на Втората световна война.

## Биография
Кольо Тенев е роден на 18 януари 1910 г. в с. Пъндъклий (днешно Тенево), Ямболско. Учи в Ямболската гимназия където е активен член на РМС и участва в марксистко-ленински кръжок. През пролетта на 1930 г. е арестуван и осъден по ЗЗД. След излизането от затвора, учи в Асеновградската гимназия. Изключен от училище без право да продължи в друго учебно заведение. През 1934 г. завършва кооперативни курсове в София и се завръща в родното си село. След провал преминава в нелегалност и една година се укрива в Асеновград. На 25 май 1935 г. е арестуван в Пловдив и осъден на 4 г. лишаване от свобода по ЗЗД. Присъдата си излежава в Сливенския затвор. В края на 1939 г. е освободен и работи като касиер в кооперацията в с. Пъндъклий. Провежда разяснителна работа по време на Соболевата акция (1940).
Участва в Съпротивителното движение в България по време на Втората световна война. На 1 септември 1941 г. преминава в нелегалност. Участва в сформирането на първата партизанска чета в Ямболския край през пролетта на 1942 г. Политкомисар е на дружина N2 „Георги Георгиев“, прераснала по-късно в Партизански отряд „Смърт на фашизма“. След тежко боледуване през ноември 1942 г. е изпратен на работа в селата около Ямбол. Като пълномощник на окръжен комитет на БРП получава задача да укрепи партийните и ремсовите организации и да създаде отечественофронтовските комитети. На 21 февруари 1943 г. попада в полицейска засада в с. Ханово, Ямболски окръг. За да не бъде заловен, се самоубива. В себе си носи пистолет с който се застрелва в главата. На мястото където се самоубива (частен имот) има издигнат паметник. В негова памет, родното му село е прекръстено на Тенево.